# Eleição municipal de Nova Iguaçu em 1982
As eleições municipais no Brasil em 1982 ocorreram em 15 de novembro. Estavam aptos a votar aproximadamente 58 milhões de eleitores e havia 4.103 municípios no país, a maioria dos quais escolheu os prefeitos que administrariam tais cidades a partir de 1º de fevereiro de 1983 e cujos sucessores seriam eleitos em 1988. Foi a última eleição realizada sob a égide do Regime Militar de 1964 e a única realizada no governo João Figueiredo no mesmo dia em que foram realizadas eleições diretas para governador e para o Congresso Nacional.

## Candidatos a Prefeitura de Nova Iguaçu
| Partidos                  | Partidos                                           | Candidatos ao Cargo de Prefeito(a) | Candidatos ao Cargo de Vice-prefeito(a) |
| ------------------------- | -------------------------------------------------- | ---------------------------------- | --------------------------------------- |
|                           | Partido Democrático Trabalhista (PDT)              | Paulo Leone Antônio Neto           | Sebastião da Silva Ramos                |
| Ary José da Silva         | Partido Democrático Trabalhista (PDT)              | João de Lima Barreto               |                                         |
| José Américo Cardoso Rosa | Partido Democrático Trabalhista (PDT)              | Arroflyn Tavares de Souza          |                                         |
|                           | Partido Democrático Social (PDS)                   | Elmo Braga de Miranda              | Geraldo Miguelotti                      |
| José Haddad               | Partido Democrático Social (PDS)                   | Luiz dos Reis                      |                                         |
| Hanns Ábido               | Partido Democrático Social (PDS)                   | Altair Soares Pereira Júnior       |                                         |
|                           | Partido do Movimento Democrático Brasileiro (PMDB) | João Batista B. Lubanco            | Aramis Célio Monteiro                   |
| Ernani Boldrin de Freitas | Partido do Movimento Democrático Brasileiro (PMDB) | Almir Fernandes                    |                                         |
| Antônio Ivo de Carvalho   | Partido do Movimento Democrático Brasileiro (PMDB) | Itamar Serpa Fernandes             |                                         |
|                           | Partido Trabalhista Brasileiro (PTB)               | Jaime Soares dos Santos            | Plácido Agra Neto                       |
| Jairo Marcondes           | Partido Trabalhista Brasileiro (PTB)               | Sebastião Augusto Gonçalves        |                                         |
| Eny Lima                  | Partido Trabalhista Brasileiro (PTB)               | Luiz Lacerda Saraiva               |                                         |
|                           | Partido dos Trabalhadores (PT)                     | Ismael Lopes de Oliveira           | Roseli Aldalice Gomes                   |
| Fonte: Justiça Eleitoral  |                                                    |                                    |                                         |

## Resultados

### Prefeito
| Candidato(a)             | Candidato(a)              | Resultado  | Resultado       |
| Candidato(a)             | Candidato(a)              | Total      | Percentagem     |
| ------------------------ | ------------------------- | ---------- | --------------- |
| PDT                      | Paulo Antônio Leone Neto  | 47.037     | 16,30%          |
| PDT                      | Ary José da Silva         | 46.791     | 16,21%          |
| PDT                      | José Américo Cardoso Rosa | 35.961     | 12,46%          |
| PDS                      | Elmo Braga de Miranda     | 31.483     | 10,91%          |
| PDS                      | José Haddad               | 25.352     | 8,78%           |
| PDS                      | Hanns Ábido               | 10.649     | 3,69%           |
| PMDB                     | João Batista B. Lubanco   | 31.093     | 10,77%          |
| PMDB                     | Ernani Boldrin de Freitas | 27.348     | 9,48%           |
| PMDB                     | Antônio Ivo de Carvalho   | 7.811      | 2,71%           |
| PTB                      | Jaime Soares dos Santos   | 8.193      | 2,84%           |
| PTB                      | Jairo Marcondes           | 7.719      | 2,67%           |
| PTB                      | Eny Lima                  | 1.974      | 0,68%           |
| PT                       | Ismael Lopes de Oliveira  | 7.177      | 2,49%           |
| Total de votos válidos   | Total de votos válidos    | 288.588    | 100%            |
| → Votos em branco        | → Votos em branco         | ---------- | --------------- |
| → Votos nulos            | → Votos nulos             | ---------- | --------------- |
| Total                    | Total                     | 288.588    | 100%            |
| Abstenções               | Abstenções                | -          | -               |
| Total de inscritos       | Total de inscritos        | -          | 100%            |
| Fonte: Justiça Eleitoral |                           |            |                 |

### Vereadores eleitos
| Candidato(a)             | Candidato(a)                          | Resultado |
| Candidato(a)             | Candidato(a)                          | Total     |
| ------------------------ | ------------------------------------- | --------- |
| PDT                      | Luciano Moreira Lagos Filho           | 6.924     |
| PDT                      | Manoel Carlos Gomes de Souza          | 6.010     |
| PDT                      | Cândido Augusto Ribeiro Neto          | 3.915     |
| PDT                      | Ivan Rodrigues                        | 3.626     |
| PDT                      | Pedro Ernesto e Silva de Souza Araújo | 3.602     |
| PDT                      | Mauro de Vasconcelos Rosa             | 3.161     |
| PDT                      | Iran Rodrigues Lemos                  | 2.987     |
| PDT                      | Edeno Dionísio de Souza               | 2.856     |
| PDT                      | Jorge Barreto                         | 2.849     |
| PDT                      | Ataíde Lemos do Carmo                 | 2.705     |
| PDT                      | Claudio Roberto Islabão Cardoso       | 2.672     |
| PDT                      | Carlos Antonio Ribeiro de Albuquerque | 2.568     |
| PDT                      | Alcir Lemos                           | 2.504     |
| PDT                      | Edson Lopes do Nascimento             | 2.390     |
| PDT                      | Maria Ivete Pantaleão                 | 2.373     |
| PDS                      | Mario Pereira Marques Filho           | 4.261     |
| PDS                      | Mauro Miguel Junqueira Garcez         | 2.784     |
| PDS                      | José Roberto de Arruda Câmara         | 2.670     |
| PDS                      | Sebastião Corredeira                  | 2.257     |
| PDS                      | José Guilhermino de Lima              | 2.174     |
| PDS                      | Jorge Ayres de Lima                   | 2.110     |
| PDS                      | Dirceu de Aquino Ramos                | 1.887     |
| PDS                      | Antonio Fernandes                     | 1.781     |
| PMDB                     | Celso Barroso Valentim                | 2.778     |
| PMDB                     | Ricardo Meirelles Gaspar              | 2.450     |
| PMDB                     | Carlos Magno Gomes                    | 2.428     |
| PMDB                     | Hilton Neves                          | 2.129     |
| PMDB                     | José Pereira de Mendonça              | 1.991     |
| PMDB                     | Americo dos Santos                    | 1.925     |
| PMDB                     | Bento Fernandes Gonçalves             | 1.879     |
| PMDB                     | João Luiz do Nascimento Júnior        | 1.842     |
| PTB                      | Acarisi Guimarães                     | 1.243     |
| PTB                      | Luiz Antônio S. Texeira               | 694       |
| Total de votos válidos   | Total de votos válidos                | --        |
| Fonte: Justiça Eleitoral |                                       |           |